# Карандіру (фільм)
Карандіру́ (порт. Carandiru) — фільм бразильського режисера Гектора Бабенко, заснований на реальних подіях, описаних в книзі бразильського вченого та письменника Драузіо Варелли «Станція Карандіру». У 2003 р. номінувався на «Золоту пальмову гілку» на кінофестивалі в Каннах. 

## Сюжет
Доктор Варелла на безкоштовній основі, в ролі волонтера прибуває у в'язницю Карандіру з метою профілактики СНІДу серед ув'язнених. В перший же день він знайомиться із життям і порядками в переповненій в'язниці. Багато ув'язнених розповідають йому свої історії подій, що стали причиною їх арешту. Це реальні історії про кохання, смерть, помсту, наркотики. 
 Кульминацією екранної дії стає бунт ув'язнених, і як наслідок, у відповідь на нього «різанина в Карандіру». В результаті поліцейської операції у 1992 році проти бунтівників загинуло 111 ув'язнених.

## В ролях
| Актор                   | Роль            |
| ----------------------- | --------------- |
| Луіз Карлус Васконселус | Доктор          |
| Мілтон Гонсалвіш        | Шику            |
| Іван ді Алмейда         | Ебоні           |
| Аілтон Граса            | Мажестаді       |
| Марія Луіза Мендонса    | Далва           |
| Аіда Лейнер             | Розірені        |
| Родріго Санторо         | Леді Ді         |
| Ріта Кадділак           | Ріта Кадділак   |
| Жеру Камілу             | No Way          |
| Лазаро Рамос            | Езекіел         |
| Кайо Блат               | Деусдете        |
| Вагнер Моура            | Зіку            |
| Мільєм Кортаз           | Пейшейра        |
| Жулія Яніна             | Франсінеді      |
| Сабріна Греве           | Катаріна        |
| Флоріану Пейшоту        | Антоніу Карлус  |
| Рікарду Блат            | Клаудіуміру     |
| Ванесса Жербеллі        | Селія           |
| Леона Каваллі           | Діна            |
| Діонісіу Нету           | Лула            |
| Антоніу Грассі          | охоронець Пірес |
| Нельсон Машаду          |                 |
| Габріел Брага Нуннес    | Сержіу          |
| Сержіу Лороза           | товстун         |
| Енріке Діаз             | Жилсон          |
| Робсон Нунес            | Дада            |

## Нагороди
- 2003 — 7 премій Гаванського кінофестивалю
- 2004 — 2 премії (Гран-прі Бразильського кіно): найкращий фільм, найкраща адаптація.
- 2004 — премія кінофестивалю в Картахені: найкращий фільм.

## Цікаві факти
- Процес створення картини зайняв три роки. Серед більш ніж 8000 масовки були і колишні реальні в'язні Карандіру[5].